# Chrysis antennata
Chrysis antennata es una especie de avispa del género Chrysis, familia Chrysididae. Fue descrita por Mocsáry en 1912.
Se caracteriza por antenas ensanchadas, cara corta y ancha, metanoto dentado y hábito similar al de Praestochrysis excepto por cuatro dientes en T3.